# Ура-Губське сільське поселення
Ура́-Гу́бське сільське посе́лення (рос. Ура-Губское сельское поселение) — адміністративне утворення у складі Кольського району Мурманської області, Росія.
| Мурманська область | Це незавершена стаття про Мурманську область. Ви можете допомогти проєкту, виправивши або дописавши її. |